# 春祿
宗室春祿（1807年9月13日—1868年5月12日，嘉慶十二年八月十二日辰時—同治七年四月二十日巳時），正紅旗滿洲人，遠支宗室正紅旗第一族溥字輩，順承郡王倫柱九子，春山之弟，清朝官員、將領。封爵三等奉國將軍。

## 生平
道光三年（1823年），賞給二品頂戴。十三年十二月（1834年），考封三等奉國將軍。
同治七年（1868年）四月二十日，卒，年六十二歲。無子嗣，由姪子三等輔國將軍三等侍衛謙華承辦後事。

## 家庭及關聯
- 十世祖父：清太祖（1559年—1629年）。
- 十世祖母：清太祖元妃佟佳氏（1560年—1592年）。
- 九世祖父：禮烈親王代善（1583年—1648年），清太祖皇次子，功封禮親王，諡烈。
- 九世祖母：葉赫那拉氏，葉赫西城貝勒布寨之女，代善繼福晉。
- 八世祖父：穎毅親王薩哈璘（1604年—1636年），功封貝勒，管理禮部，追封穎親王，諡毅。
- 八世祖母：烏拉那拉氏，烏拉貝勒布占泰之女，薩哈璘嫡福晉。
- 七世祖父：順承恭惠郡王勒克德渾（1629年—1652年），薩哈璘次子，功封順承郡王，管理刑部，諡恭惠。
- 七世祖母：噶爾扎氏，公爵祜里泰之女，勒克德渾側福晉。
- 六世祖父：順承忠郡王諾羅布（1650年—1717年），勒克德渾三子，襲封順承郡王，官至杭州將軍，諡忠。
- 六世祖母：石氏，石達之女，諾羅布側福晉。
- 五世祖父：郡王品級錫保（1688年—1742年），諾羅布四子，封順承親王，官至正黃旗蒙古都統、左宗人、靖邊大將軍，因事革爵。
- 五世祖母：舒舒覺羅氏，三等侯偏圖之女，錫保嫡福晉。
- 高祖父：順承恪郡王熙良（1705年—1744年），錫保長子，襲封順承郡王，官散秩大臣覺羅學總管，諡恪。
- 高祖母：納喇氏，侍讀學士色爾登之女，熙良嫡福晉。
- 曾祖父：順承恭郡王泰斐英阿（1728年—1756年），熙良長子，襲封順承郡王，官至正黃旗漢軍都統、左宗正，諡恭。
- 曾祖母：沙濟富察氏，一等公散秩大臣傅文之女，泰斐英阿嫡福晉。
- 祖父：順承慎郡王恒昌（1753年—1778年），泰斐英阿四子，襲封順承郡王，諡慎。
- 祖母：馬佳氏，護軍校馬三泰之女，恒昌庶福晉。

### 父母
- 父：順承簡郡王倫柱（1772年—1823年），襲封順承郡王，官宗室總族長、十五善射，諡簡。
- 嫡母：張佳氏，郎中玉岱之女，倫柱嫡福晉。
- 生母：劉氏，劉福保之女，倫柱妾。

### 兄弟
春祿排行第九，有八兄、十弟，另有至少十六姊妹。
- 春朗（1790年—1801年），嫡張佳氏所生，早卒，無嗣。
- 春凱（1798年—1799年），側曹佳氏所生，早卒，無嗣。
- 春傑（1799年—1805年），嫡張佳氏所生，早卒，無嗣。
- 春山（1800年—1854年），庶母李佳氏所生，襲封順承郡王，官至都統、內大臣、右宗正，諡勤。娶鈕祜祿氏，三等輕車都尉豐紳宜綿之女，四川總督和琳孫女。
- 春佑（1801年—1876年），側馬佳氏所生，封三等鎮國將軍，官至都統內大臣總管內務府大臣。娶他塔拉氏，三等侍衛明壽之女；繼娶鈕祜祿氏，寧夏將軍格布舍之女。
- 春裕（1801年—1805年），嫡張佳氏所生，早卒，無嗣。
- 春慶（1807年—1808年），側馬佳氏所生，早卒，無嗣。
- 春壽（1807年—1808年），側李佳氏所生，早卒，無嗣。
- 春英（1808年—1863年），側馬佳氏所生，封三等鎮國將軍，官至涼州副都統。娶嘎拉嘎斯氏，阿拉善厄魯特旗公銜一等台吉和碩額駙雲敦策登之女；繼娶鈕祜祿氏，贈少卿明善之女，一等承恩公公寶孫女；三娶博爾濟吉特氏，科爾沁左翼中旗郡王銜貝勒鄂勒哲依圖之女。
- 春定（1810年—1867年），側馬佳氏所生，封三等鎮國將軍，官三等侍衛、侍衛班領、佐領。娶博爾濟吉特氏，土謝圖汗部中右旗郡王額駙蘊端多爾濟之女；繼娶他塔喇氏，保慶之女。
- 春靜（1810年—1845年），側李佳氏所生，封三等鎮國將軍，官四等侍衛，無嗣。娶佟佳氏，禮部尚書都統色克精額之女。
- 春安（1811年—1862年），庶曹氏所生，封三等奉國將軍，官三等侍衛。娶完顏氏，慶恩之女；繼娶瓜爾佳氏，塔爾泰之女。
- 春祺（1813年—1816年），庶曹氏所生，早卒，無嗣。
- 春福（1813年—1818年），側李佳氏所生，早卒，無嗣。
- 春貴（1816年—1829年），側李佳氏所生，早卒，無嗣。
- 春益（1817年—1870年），側馬佳氏所生，封三等鎮國將軍。娶黃佳氏，他訥之女；繼娶黃佳氏，富金布之女。
- 春岱（1818年—1883年），庶曹氏所生，封奉恩將軍，官至岫巖城守尉。娶宋佳氏，郎中嵩慶之女；繼娶宋佳氏，嵩慶之女；三娶文佳氏，文寬之女。
- 春瑞（1821年—1861年），庶楊氏所生，封三等奉國將軍，官三等侍衛。娶瓜爾佳氏，多瑞之女。

另有至少十六姊妹。
- 姊妹之一，倫柱第二女，嫡張佳氏所生，封縣主，嘉慶十七年適科爾沁部一等台吉齊默特多布端（齊莫特多普丹）。[4][5]
- 姊妹之一，倫柱第八女，側李佳氏所生，封縣君，道光四年適喀喇沁部二等塔布囊固山額駙汪欽昆扎普（旺沁棍扎布）。[6][7]
- 姊妹之一，倫柱第九女，側李佳氏所生，道光四年適喀喇沁左翼旗二等塔布囊德勒克燦保（德里克桑布）。[7]
- 姊妹之一，倫柱第十女，側李佳氏所生，道光七年適喀喇沁或土默特左翼旗四等塔布囊克蒙額。[8]
- 姊妹之一，倫柱第十一女，側李佳氏所生，封縣君，道光四年適阿拉善親王囊都布蘇隆。[9]
- 姊妹之一，倫柱第十二女，庶曹氏所生，道光六年適科爾沁部公爵巴爾沙禮。[5]
- 姊妹之一，倫柱第十六女，庶李佳氏所生，道光十五年適喀喇沁部塔布囊柯那噶。[10][7]

### 妻室
- 嫡妻：瓜爾佳氏，二等子慶亮之女。
- 繼妻：尚佳氏，山東兗州鎮總兵尚政華之女。

無子嗣。